# Penton Mewsey
Penton Mewsey est une paroisse civile et un village du Hampshire, en Angleterre.